# Port Charlotte
Port Charlotte és una concentració de població designada pel cens dels Estats Units a l'estat de Florida. Segons el cens del 2000 tenia 46.451 habitants.

## Demografia
Segons el cens del 2000, Port Charlotte tenia 46.451 habitants, 20.453 habitatges, i 13.601 famílies. La densitat de població era de 805,3 habitants/km².
Dels 20.453 habitatges en un 20,8% hi vivien nens de menys de 18 anys, en un 53,2% hi vivien parelles casades, en un 10,1% dones solteres, i en un 33,5% no eren unitats familiars. En el 28,2% dels habitatges hi vivien persones soles el 18,6% de les quals corresponia a persones de 65 anys o més que vivien soles. El nombre mitjà de persones vivint en cada habitatge era de 2,25 i el nombre mitjà de persones que vivien en cada família era de 2,71.
Per edats la població es repartia de la següent manera: un 18,7% tenia menys de 18 anys, un 5,4% entre 18 i 24, un 21% entre 25 i 44, un 24,2% de 45 a 60 i un 30,7% 65 anys o més.
L'edat mediana era de 49 anys. Per cada 100 dones de 18 o més anys hi havia 84,2 homes.
La renda mediana per habitatge era de 33.193 $ i la renda mediana per família de 38.406 $. Els homes tenien una renda mediana de 29.019 $ mentre que les dones 21.892 $. La renda per capita de la població era de 18.563 $. Entorn del 7,3% de les famílies i el 10,1% de la població estaven per davall del llindar de pobresa.

## Poblacions més properes
El següent diagrama mostra les poblacions més properes.